# Ajgezard
Ajgezard (armeniska: Այգեզարդ) är en ort i Armenien. Den ligger i provinsen Ararat, i den centrala delen av landet, 26 kilometer söder om huvudstaden Jerevan. Ajgezard ligger 877 meter över havet och antalet invånare är 3 192. Tigigare hette orten, bland annat, Dargalu men efter andra världskriget döptes den 1949 till Anastasavan för att hedra Anastas Mikojan, för att 1957 döpas om till nuvarande namnet.
Terrängen runt Ajgezard är platt åt sydväst, men åt nordost är den kuperad. Runt Ajgezard är det ganska tätbefolkat, med 155 invånare per kvadratkilometer.. Närmaste större samhälle är Artasjat, 5,0 kilometer väster om Ajgezard. 
Trakten runt Ajgezard består i huvudsak av gräsmarker.